# Atxlavda
Atxlavda fou un principat de l'Índia, a Partapgarh, a la Rajputana. L'estat fou format com un jagir o terres en feu concedides pel maharaja Hari Singh de Partapgarh (1628-1673) al seu quart fill Madhav Singh, tingut amb una de les seves deu dones (la maharani Ajabkuveri Goad); altres dos fills (el segon i tercer) van rebre també jagirs a Sakthali i Salimgarh respectivament.